# 1800 gramów
1800 gramów – polski film fabularny z 2019 roku w reżyserii Marcina Głowackiego.
Zdjęcia do filmu powstały w Krakowie.

## Fabuła
Kraków. W całym mieście trwają przygotowania do świąt Bożego Narodzenia. W sądzie trwa rozprawa z wniosku ośrodka pomocy społecznej o pozbawienie nieletniej Oli (Nel Kaczmarek) praw rodzicielskich nad jej nowo narodzonym synkiem, gdyż ma kiepskie warunki mieszkaniowe, a ojcem dziecka jest jej chłopak Darek (Jan Kowalewski). W sądzie jest reprezentowana przez kierowniczkę fundacji szukającej opiekunów dla dzieci pozbawionych rodzin – Ewę Wysocką (Magdalena Różczka), energicznej kobiety, gotowej na przekroczenie przepisów w celu pomocy dzieciom oraz mecenasa Pawła Raszyńskiego (Maciej Zakościelny). Jedyną szansą na odzyskanie dziecka jest zawarcie związku małżeńskiego z ojcem dziecka.
W ośrodku pojawia się Nutka (Mia Diduch) – niemowlę pozostawione przez matkę (Anna Smołowik). Okazuje się, że zażądał tego jej mąż (Krzysztof Wach), gdyż Nutka jest owocem zdrady z jego przyjacielem. Na chęć adopcji Nutki zgłaszają się małżeństwo Magda (Roma Gąsiorowska) i Kamil (Wojciech Zieliński), jednak wkrótce na wieść o chorobie dziewczynki para wycofuje się z tego zamiaru. Niebawem w ośrodku w charakterze konserwatora zatrudnia się Wojtek (Piotr Głowacki), którego dziwne zachowanie wzbudza podejrzenia Ewy wobec niego.
Wkrótce Ewa dowiaduje się, że ośrodek ma zostać zlikwidowany, na co nie chce pozwolić i interweniuje nawet w tej sprawie do władz miasta. Nadchodzi dzień ślubu Oli i Darka, na którym Ewa jest świadkiem, na którym obecny jest również Paweł. Okazuje się, że nowym najemcą ma zostać Paweł, który również nie dostarczył do sądu rodzinnego aktu małżeństwa Oli i Darka. To miała być zemsta za to, że Ewa odmówiła mu współżycia seksualnego z nim. Na szczęście niezbędne dokumenty docierają do sądu na czas i młodzi rodzice odzyskują dziecko.
Ewa niebawem dowiaduje się, że Nutka została porwana, a monitoring wskazuje na sprawstwo Wojtka, który wkrótce zostaje zatrzymany przez policję w domu na działce. Podczas śledztwa wychodzi na jaw, że to on jest biologicznym ojcem Nutki. Wkrótce wychodzi na wolność i wiąże się z Ewą, z którą zamieszkuje oraz planuje stworzyć dla Nutki prawdziwą rodzinę.

## Obsada
- Magdalena Różczka − Ewa Wysocka
- Piotr Głowacki − Wojtek (lub Kajtek) Olszański, ojciec Nutki
- Dorota Kolak − Zofia Wysocka, matka Ewy
- Maciej Zakościelny − Mecenas Paweł Raszyński
- Danuta Stenka − Dorota Kołeczek, prezes fundacji
- Roma Gąsiorowska − Magda
- Zbigniew Zamachowski − wiceprezydent
- Wojciech Mecwaldowski − Jacek Wysocki, brat Ewy
- Grubson − „Boombox”
- Mia Diduch − Nutka
- Aleksander Bożyk − Adaś
- Aleksandra Popławska − Maria Dylewska
- Piotr Mróz − Audiobook
- Marta Ścisłowicz − Marta, żona Jacka
- Magdalena Lamparska − Bożena, pracownica ośrodka
- Wojciech Zieliński − Kamil, mąż Magdy
- Anna Próchniak − Kasia, pracownica ośrodka
- Anna Tomaszewska − Halina, pracownica ośrodka
- Anna Smołowik − Matka Nutki
- Krzysztof Wach − Mąż matki Nutki
- Nel Kaczmarek − Ola Kowalik
- Lesław Żurek − Lekarz
- Julia Kostow − Helenka, córka Marty i Jacka
- Maksymilian Zieliński − Staś, syn Marty i Jacka
- Kinga Burzyńska-Piśko − Reporterka na balu
- Olivier Janiak − Reporter na balu
- Piotr Dąbrowski − Sędzia
- Dominika Bednarczyk − Urzędniczka pomocy społecznej
- Alina Kamińska − Urzędniczka pomocy społecznej
- Piotr Urbaniak − Inwestor
- Marcin Sianko − Inwestor
- Wojciech Trela − Inwestor
- Jagoda Pietruszkówna − Klientka Raszyńskiego
- Norbert Burkowski − Klient Raszyńskiego
- Wojciech Leonowicz − Laryngolog
- Agata Pruchniewska − Urzędniczka USC
- Konrad Żygadło − Asystent Raszyńskiego
- Katarzyna Galica − Kobieta na balu
- Pola Galica-Galoch − Córka kobiety na balu
- Maciej Słota − Komisarz
- Maciej Dębosz − Policjant z psem
- Łukasz Szczepanowski − Młody policjant
- Joanna Litwin − Prawniczka
- Elżbieta Firek − Fryzjerka
- Agnieszka Latała − Dziewczyna w kapeluszu
- Mariusz Gagatek − Sprzedawca choinek
- Patryk Szwichtenberg − Współpracownik matki Ewy
- Jan Kowalewski − Darek Bednarz, chłopak, potem mąż Oli
- Kamila Pieńkos − Asystentka
- Bartłomiej Cabaj − Asystent
- Katarzyna Zawiślak-Dolny − Koleżanka Ewy
- Joanna Massalska − „Śnieżynka”

## Nagrody
- Koszaliński Festiwal Debiutów Filmowych „Młodzi i Film”: 2020
  - nominacja: Konkurs Pełnometrażowych Debiutów Fabularnych − Marcin Głowacki[2]

## Premiera
Uroczysta premiera filmu odbyła się dnia 12 listopada 2019 roku w Warszawie. Oprócz odtwórców filmu wśród zaproszonych gości byli m.in.: Hubert Urbański, Kamila Kamińska, Anna Oberc.

## Wydanie DVD, Blu-Ray i VOD
16 marca 2020 roku miała miejsce premiera filmu na DVD i Blu-Ray, a od 1 maja 2020 roku na platformie VOD.